# Prosvjedi protiv korupcije u Srbiji 2024./'25.
Prosvjedi protiv korupcije u Srbiji započeli su u studenom 2024. godine nakon što se urušila nadstrešnica željezničkog kolodvora u Novom Sadu, pri čemu je poginulo 15 osoba, a dvije su teško ozlijeđene. Tragedija je izazvala val nezadovoljstva zbog sumnji u korupciju tijekom obnove kolodvora i navodno otvaranje bez građevinske dozvole.
Prvi veći prosvjed održan je u Novom Sadu 5. studenoga 2024., kada su demonstranti tražili ostavke premijera Srbije Miloša Vučevića i gradonačelnika Novog Sada. Istog dana, ministar građevinarstva Goran Vesić podnio je ostavku. Prosvjednici su pokušali ući u gradsku vijećnicu, što je policija spriječila uporabom suzavca.
Studentski prosvjedi započeli su 22. studenog na Fakultetu dramskih umjetnosti u Beogradu, nakon što su studenti napadnuti tijekom mirnog odavanja počasti žrtvama. Prosvjedima su se pridružili i drugi fakulteti diljem Srbije. Prosvjednici su održavali 15-minutne blokade prometa svaki petak u 11:52 sati (vrijeme nesreće) u znak sjećanja na 15 poginulih.
Najveći prosvjed održan je na Slaviji u Beogradu 22. prosinca 2024., gdje se okupilo više od 120 000 ljudi. Prosvjedi su se nastavili i u 2025. godini, uključujući i novogodišnju noć, kada su studenti u nekoliko gradova dočekali Novu godinu u tišini.
Situacija se zaoštila 28. siječnja 2025., kada su pristaše vladajuće Srpske napredne stranke (SNS) u Novom Sadu fizički napale prosvjednike koji su lijepili plakate, teško ozlijedivši jednu djevojku. Taj je incident doveo do ostavke premijera Vučevića i gradonačelnika Novog Sada Milana Đurića.
Bila podrška građana studentima tijekom njihovog pješačenja od Beograda do Novog Sada krajem siječnja 2025., kada su im mještani usputnih naselja pružali hranu i smještaj.
Pravosudni epilog započeo je 21. studenoga 2024., kada je uhićeno 11 osoba povezanih s tragedijom, uključujući bivšeg ministra Vesića i druge visoke dužnosnike. Tužiteljstvo je pokrenulo istragu nakon detaljne analize dokumentacije i građevinskog vještačenja.